# Glipa luteopubens
Glipa luteopubens es una especie de coleóptero de la familia Mordellidae.

## Distribución geográfica
Habita en Madagascar.